# Nikołaj Rukawisznikow
Nikołaj Nikołajewicz Rukawisznikow (ros. Николай Николаевич Рукавишников; ur. 18 września 1932 w Tomsku, zm. 19 października 2002 w Moskwie) – radziecki kosmonauta, Lotnik Kosmonauta ZSRR. Brał udział w trzech lotach kosmicznych.

## Życiorys
W 1957 ukończył Moskiewski Instytut Inżynieryjno-Fizyczny. Pracował następnie w biurze konstrukcyjnym OKB-1 Korolowa. Od 1963 był w oddziale kosmonautów.
W dniach 23–25 kwietnia 1971 r. był członkiem załogi statku kosmicznego Sojuz 10 razem z Władimirem Szatałowem oraz Aleksiejem Jelisiejewem. Zgodnie z planem lotu statek kosmiczny miał dostarczyć załogę na pokład pierwszej stacji kosmicznej Salut 1. Tam kosmonauci przez kilka tygodni mieli wykonywać badania i eksperymenty. Statek co prawda połączył się z Salutem, ale na skutek awarii musiał natychmiast odcumować od stacji i powrócić na Ziemię.
W dniach 2–8 grudnia 1974 roku był inżynierem pokładowym Sojuza 16 dowodzonego przez Anatolija Filipczenkę. Podczas lotu testowali zmodyfikowany statek Sojuz przewidziany do radziecko-amerykańskiego lotu ASTP. W lipcu 1975 roku był dublerem Walerija Kubasowa, inżyniera pokładowego statku Sojuz 19, który na orbicie okołoziemskiej połączył się z amerykańskim statkiem Apollo.
W dniach 10–12 kwietnia 1979 r. był dowódcą statku Sojuz 33. Był to lot w ramach programu Interkosmos. Inżynierem pokładowym był obywatel Bułgarii Georgi Iwanow. Kosmonauci w ramach programu misji mieli połączyć się ze stacją kosmiczną Salut 6, gdzie wraz z przebywającą tam stałą załogą przez kilka dni mieli wykonywać eksperymenty naukowe. Z uwagi na awarię silników Sojuza 33, nie doszło do połączenia się obu obiektów, a statek awaryjnie lądował po trajektorii balistycznej. Kosmonauci doznali ogromnych przeciążeń, ale szczęśliwie powrócili na Ziemię.
W sumie podczas trzech wypraw Nikołaj Rukawisznikow spędził w kosmosie 9 dni 21 godzin 10 minut i 35 sekund.
Od 1970 roku był członkiem partii KPZR. W latach 1985–1991 był przewodniczącym Federacji Kosmonautyki ZSRR, od 1991 – prezydentem Federacji Kosmonautyki Rosji. Zmarł 19 października 2002 w Moskwie na zawał serca.

## Odznaczenia i nagrody
Za loty kosmiczne został dwukrotnie uhonorowany tytułem Bohatera Związku Radzieckiego, w 1971 i 1974. Odznaczony był łącznie trzykrotnie Orderem Lenina i innymi odznaczeniami. Uhonorowany był również tytułami Bohatera Ludowej Republiki Bułgarii i Bohatera Mongolskiej Republiki Ludowej.
Stowarzyszenie Uczestników Lotów Kosmicznych (Association of Space Explorers) przyznało mu pośmiertnie Universal Astronaut Insignia za lot orbitalny (nr 51).

## Wykaz lotów
| Loty kosmiczne, w których uczestniczył Nikołaj N. Rukawisznikow         | Loty kosmiczne, w których uczestniczył Nikołaj N. Rukawisznikow | Loty kosmiczne, w których uczestniczył Nikołaj N. Rukawisznikow | Loty kosmiczne, w których uczestniczył Nikołaj N. Rukawisznikow | Loty kosmiczne, w których uczestniczył Nikołaj N. Rukawisznikow | Loty kosmiczne, w których uczestniczył Nikołaj N. Rukawisznikow | Loty kosmiczne, w których uczestniczył Nikołaj N. Rukawisznikow |
| L.p.                                                                    | Data startu                                                     | Statek kosmiczny                                                | Data lądowania                                                  | Funkcja                                                         | Czas trwania                                                    |                                                                 |
| ----------------------------------------------------------------------- | --------------------------------------------------------------- | --------------------------------------------------------------- | --------------------------------------------------------------- | --------------------------------------------------------------- | --------------------------------------------------------------- | --------------------------------------------------------------- |
| 1                                                                       | 22 kwietnia 1971                                                | Sojuz 10                                                        | 24 kwietnia 1971                                                | Inżynier-badacz                                                 | 1 dzień 23 godziny 45 minut i 54 sekundy                        |                                                                 |
| 2                                                                       | 2 grudnia 1974                                                  | Sojuz 16                                                        | 8 grudnia 1974                                                  | Inżynier pokładowy                                              | 5 dni 22 godziny 23 minuty i 35 sekund                          |                                                                 |
| 3                                                                       | 10 kwietnia 1979                                                | Sojuz 33                                                        | 12 kwietnia 1979                                                | Dowódca                                                         | 1 dzień 23 godziny 1 minuta i 6 sekund                          |                                                                 |
| Łączny czas spędzony w kosmosie – 9 dni 21 godzin 10 minut i 35 sekund. |                                                                 |                                                                 |                                                                 |                                                                 |                                                                 |                                                                 |